# Activación del enlace C-H
La activación del enlace carbono-hidrógeno o activación del enlace C-H es una reacción que escinde (rompe) un enlace entre los átomos de carbono e hidrógeno.
La funcionalización selectiva de compuestos orgánicos, es decir, la creación de nuevos compuestos a través de enlaces carbono-carbono (C-C) y/o carbono-heteroátomo en posiciones prefijadas de los sustratos a modificar, es probablemente una de las áreas de la química orgánica y organometálica que más expansión ha experimentado en los últimos años, ya sea mediante la activación C-H a través de una metalación previa, mediante una adición oxidante, o mediante reacciones de acoplamiento.
Por un lado, la utilización de metales de transición, como el rodio, rutenio, paladio, iridio u oro, que pueden activar (y romper) enlaces C-H con facilidad, transformando la unidad inerte C-H en la unidad reactiva C-M. Por otro lado, la utilización de grupos directores que "orientan" el ataque del metal a una posición prefijada, y sólo a una, lo que elimina la posibilidad de formar isómeros hace que el proceso sea altamente regioselectivo.

## Introducción histórica
La primera reacción de activación C-H es a menudo atribuida a Otto Dimroth quien, en 1902, descubrió que el benceno reacciona con acetato de mercurio (II) (véase: organomercurio), pero algunos expertos no consideran que esta reacción sea una verdadera activación del enlace C-H. 
C6H6 + Hg(OAc)2 → C6H5-HgOAc + HOAc
Se trata realmente de una reacción de mercuriación, y suele ser más efectiva con arenos más ricos en densidad electrónica.
La primera reacción de activación del enlace C-H de verdad fue descrita por Joseph Chatt en 1965, con la inserción de un átomo de rutenio, complejado por DMPE (1,2-bis(dimetilfosfino)etano), en uno de los enlaces C-H del naftaleno. 
En el otro lado del espectro, la adición oxidante. M. L. H. Green en 1970 informó sobre la inserción fotoquímica de tungsteno (como un complejo Cp2WH2) en un enlace C-H de benceno y George M. Whitesides en 1979 fue el primero en llevar a cabo una activación intramolecular de un enlace C-H alifático.
El siguiente avance fue en 1982 con la primera activación C-H fotoquímica de hidrocarburos completamente saturados (ciclohexano y neopentano) formando el complejo hidruroalquilmetálico Cp*Ir(PMe3)H(C6H5) donde Cp* es un ligando pentametilciclopentadienilo:

## Tipos de activación del enlace C-H
1. Adición oxidante: un centro metálico de valencia baja se inserta en un enlace carbono-hidrógeno, que escinde el enlace y oxida el metal. 
LnM  + RH → LnMR(H)
2. Sustitución electrófila aromática: activación electrofílica en la cual un metal electrófilo ataca al hidrocarburo, desplazando un protón. 
LnM+ + RH → LnMR + H+
3. Metátesis de enlace sigma, que avanza a través de un estado de transición "cuatro centrado" en el que los enlaces se rompen y forman en un solo paso:
LnMR + R'H → LnMR' + RH